# Pavao Žanić
Pavao Žanić (ur. 20 maja 1918 w Kaštel Novi, zm. 11 stycznia 2000 w Splicie) – bośniacki duchowny katolicki, biskup mostarsko-duvnijski w latach 1980–1993, administrator apostolski diecezji Trebinje-Mrkan.

## Życiorys
Biskup Žanić urodził się w 1918 w Kaštel Novi w Chorwacji. Studiował filozofię i teologię w Splicie. Święceń kapłańskich udzielił mu bp Kvirin Bonefačić 1 czerwca 1941. W 1970 papież Paweł VI mianował go koadiutorem diecezji mostarsko-duvnijskiej, tytularnym biskupem Edistiany. Ordynariuszem został w 1980.
Początkowo bp Žanić był przychylny objawieniom maryjnym w Medziugorie – miasteczko znajduje się na terenie diecezji mostarsko-duvnijskiej. Później zmienił zdanie, wchodząc z konflikt z duszpasterzującymi w Kościele św. Jakuba w Medjugorie franciszkanami. W kwietniu 1986 bp Žanić przedłożył negatywną opinię dotyczącą objawień kard. Josephowi Ratzingerowi, ówczesnemu prefektowi Kongregacji Nauki Wiary. Konferencja Episkopatu Jugosławii zleciła mu zbadanie sprawy Medziugoria.
W 1993, osiągając wiek 75 lat, bp Žanić przeszedł na emeryturę. Jego następcą został bp Ratko Perić. Bp Žanić zmarł 11 stycznia 2000 w Splicie.